# Mancy Carr
Mancy Peck Carr (teilweise auf Schallplatten falsch als Cara gelistet, * 1899 (ungesichert); † 10. Februar 1946 (ungesichert)) war ein US-amerikanischer Jazzmusiker (Banjo, Gitarre).

## Leben
Carr wuchs vermutlich in West Virginia auf, kam um 1924 nach Chicago und spielte in den Bands von Carroll Dickerson  und Lottie Hightower. Mit Dickerson machte er auch zwei Schallplattenaufnahmen. Er wurde durch seine Teilnahme an den legendären Aufnahmen der zweiten, 1928 neu formierten Hot Five von Louis Armstrong bekannt, bei der er in den Jahren 1928/1929 hauptsächlich Banjo, aber auch Gitarre spielte und neben Armstrong auch als Sänger agierte. Vom 26. Juni 1928 bis zum 26. November 1929 spielte er bei Schallplattenaufnahmen in verschiedenen Besetzungen mit Louis Armstrong, mit dem er auch nach New York ging. Später kehrte er nach Chicago zurück und agierte in West Virginia vermutlich zusammen in einer Band mit seinem Bruder. Dann verschwand er von der Szene. The Charleston Gazette aus Charleston, Kanawha County in West Virginia veröffentlichte eine Todesnachricht, dass ein Mancy Carr am 10. Februar 1946 im Alter von 47 Jahren gestorben sei. Er ist auch auf Aufnahmen von Lillie Delk Christian zu hören.